# Esther Kamatari
La princesse Esther Kamatari, née le 30 novembre 1951 à Giheta, est un membre de la famille royale du Burundi, de la dynastie Ganwa. En exil en France, elle est également mannequin et écrivain. Son père, le prince Ignace Kamatari, est le frère du roi Mwambutsa IV.

## Biographie
L'assassinat de son père en 1964 ainsi que la chute de la monarchie sont deux événements qui ont déterminé le cours de sa vie. Elle s'exile pour la France en 1970 où elle entreprend des études de droit. Elle est repérée par le couturier Paco Rabanne et entreprend une carrière dans le mannequinat.
Durant sa carrière internationale de top model, elle défile pour les plus grandes maisons de haute couture dont la maison Lanvin, et elle devient la première mannequin noire de l'histoire. Ensuite, Esther Kamatari se distingue par ses engagements humanitaires en faveur de son pays, notamment envers les femmes et les orphelins. Elle est notamment l'initiatrice d'une démarche solidaire originale qui consiste à placer les enfants orphelins dans des familles d'accueil.
En 1999, elle est primée pour son action humanitaire parmi les African Ladies à l'UNESCO à Paris. Le 17 novembre de cette année-là, elle est reçue à la Chambre des députés italiens à Rome en présence du président de la Chambre Luciano Violante pour présenter son action sur la réinsertion des enfants traumatisés de guerre.
En 2004, Esther Kamatari intervient au premier congrès mondial de « La Femme noire leader », à l'UNESCO.
Auteur du livre Princesse des Rugo. Mon histoire, elle est choisie par le mouvement Abahuza (« rassembler » en kirundi) pour le représenter lors des élections législatives, et communales de juillet 2005 et présidentielle (en) d'août 2005.
En 2007, Esther Kamatari témoigne de son action pour les orphelins du Burundi au congrès du Mouvement mondial des mères, à l'UNESCO à Paris.
En 2008, elle est élue conseillère municipale à Boulogne-Billancourt, en France, chargée de la solidarité internationale, et réélue en 2014.
Depuis 2010, elle contribue à la formation au mannequinat dans les banlieues, soutenue par la ville de Montfermeil et le groupe LVMH.
En 2012, elle parraine, aux côtés du président Abdou Diouf, une soirée de gala au profit d’un centre multimédia pour les femmes de Rutana, au Burundi.
En mai 2012, elle s'oppose au transfert de la dépouille de son oncle, le roi Mwambutsa IV à Bujumbura, en invoquant le respect de la mémoire du souverain, qui s'est opposé dans son testament à ce que sa dépouille repose au Burundi,,.
En 2015, elle rejoint le cercle fermé des égéries de la maison Guerlain dont elle devient l'ambassadrice extraordinaire,.
En mars 2015, elle initie à Abidjan, lors du festival N'Zassa Mode, du styliste Ciss St Moïse, un défilé de rue ouvert à l'ensemble de la population. Cet événement se déroule dans les rues de Treichville avec la participation de créateurs venus du Sénégal, du Gabon, du Mozambique, du Cameroun, du Niger, du Congo, de France, etc.
En 2017, Esther Kamatari obtient gain de cause à Genève contre le gouvernement du Burundi qui voulait rapatrier la dépouille du roi Mwambutsa IV. Elle déclare : « La patrie se construit avec les vivants pas avec les morts. » Le 30 juin de la même année, elle fait ré-inhumer les restes de l'ancien souverain au cimetière de Meyrin, en Suisse, et lui rend hommage,,.
En 2018, elle s'engage pour la santé des femmes dans la lutte contre le cancer du sein et les risques liés à l'éclaircissement de la peau.
En janvier 2019, elle est la marraine de l'exposition-vente photographique Black Queens, à l'espace Remix à Paris, conçue à la fois comme un hommage à la beauté noire et à la black fashion, regroupant la nouvelle vague de mannequins, stylistes et photographes issus du continent. Les bénéfices de l’exposition sont reversés à un orphelinat de Gao, au nord du Mali. En mars, à la tête d'une délégation composée des partenaires et de journalistes, invitée par la première Dame du Mali et présidente de l'ONG Agir, elle remet les jouets collectés et un bus acheminé depuis la France jusqu'à Gao grâce aux dons, à l'orphelinat du Centre Niali de Gao. En septembre de la même année, elle participe à la première saison du jeu d’aventure Fort Boyard Afrique sur Canal + Afrique, les gains remportés étant destinés à l'orphelinat de Gao au Mali.

En 2020, elle crée sur place, au Mali, une fondation environnementale, la fondation Princesse Esther Kamatari, mais à la suite de la pandémie de Covid-19, début 2020, elle décide de réorienter en urgence l'activité de cette fondation à la fabrication de masques de protection, en utilisant l'or blanc du mali le coton malien. Ces masques sont offerts aux pompiers, à la Protection civile, au ministère de la Santé, à l'école du maintien de la paix. En partenariat avec l'ONG Mali Health, la fondation réalise des kits de masques et savons maliens pour les femmes et les enfants, remis en particulier aux femmes minières. La princesse déclare durant la campagne de distribution de kits : 

« J’invite toutes les femmes, elles qui donnent la vie, et la font grandir à porter les masques pour se protéger du virus, protéger les enfants et protéger les autres. »

En février 2021, après avoir parcouru plus de 4 000 km de route et de piste à travers le Mali à la rencontre des femmes minières avec la Femima (Fédération des femmes minières du Mali), Esther Kamatari met à l'honneur avec sa fondation 25 orpailleuses au cours d'un défilé unique à Bamako lors d'un salon dédié à l'or du Mali (Afrik Or),.
En mai 2021, Esther Kamatari initie avec sa fondation, en partenariat avec la MINUSMA, la création d'un parcours sportif de 800 mètres et d'une aire de repos en pavés plastiques recyclés, véritable site pilote à Bamako au Mali pour démontrer la faisabilité du recyclage des déchets plastiques de manière artisanale par les populations locales. Le projet « Bamako, zéro plastique » est lancé le 24 mai 2021 à la porte de la capitale. Il contribue à l'assainissement, il est pourvoyeur d'emplois pour les plus défavorisés, et il contribue à la formation des populations sur la protection de l'environnement,.
Le 21 octobre 2021, elle est présente à Madrid à l'avant première du film Voiceless, el genocidio silenciado, avec Lievan Manisha, Alfonso Armada, Martin Soto, Victor G. Villaviega. Le film, qui reconstitue une histoire dramatique et oubliée du Burundi, petit pays des Grands Lacs d’Afrique, est le résultat de 16 entretiens dont un avec la Princesse, menés sur trois ans, dans sept pays d’Afrique, trois  continents différents.
En février 2022, à l'occasion de l'inauguration du plus grand stade du Sénégal, nommé stade Abdoulaye-Wade, elle est invitée avec Youssou N'Dour, Alpha Blondy, Idrissa Diop, Omar Pène, Fally Ipupa en audience avec le président Macky Sall, pour un échange culturel.
En décembre 2022, elle participe au 10e comité de pilotage opérationnel de l'Alliance Sahel, le panel de discussion « Femmes et résiliences au Sahel » a porté sur la résilience économique des femmes et leur rôle comme vecteurs de paix et de stabilité face aux multiples crises sécuritaire, politique et climatique au Sahel.
En mars 2023, elle fait son grand retour au Burundi après 13 ans d'absence et, le 25 juillet 2023, elle est nommée à titre bénévole ambassadeur itinérant par le président de la république du Burundi Évariste Ndayishimiye.
En 2024, La présidence de la république du Burundi lui confie la coordination externe de rénovation du Musée national et de mise en valeur du patrimoine historique du Burundi.

### Famille et descendance
De ses deux mariages sont nés trois enfants :
1. avec Pierre Bassez, qu'elle épouse en avril 1972, elle a une fille :
  1. Frédérique Bassez Kamatari (née à Berck le 2 janvier 1972)[39], comédienne[40]et metteur en scène
2. avec le Dr Gilles Herbulot[41], qu'elle épouse le 3 octobre 1986, elle a une fille et un fils :
  1. Jade Herbulot Kamatari (née à Paris le 6 juillet 1986)[42], comédienne[43] et metteuse en scène[44],[45].
  2. Arthur Herbulot Kamatari (né à Boulogne-Billancourt en 1991)[46], dit Prince Arthur Kamatari[47], musicien[48], membre du groupe Calypsodelia.

### Décoration
- 14 août 2002 :  chevalière de l'ordre national du Lion du Sénégal[49]

## Publications
- Esther Kamatari et Marie Renault, Princesse des Rugo : Mon histoire, Paris, Bayard, 2001 (ISBN 2-227-13914-5, BNF 37655609)
- Témoins de souffrance des protagonistes de la liberté à la chambre des députés. Rencontres avec... Esther Kamatari (Testimoni della sofferenza protagoniste di libertà alla Camera dei deputati 2000  (ISBN 9788892002586))
- Esther Kamatari Prinses zonder land , Arena Amsterdam 2005,  (ISBN 90-6974-718-9)[50]